# Carlia pulla
Carlia pulla — вид сцинкоподібних ящірок родини сцинкових (Scincidae). Ендемік Нової Гвінеї.

## Поширення і екологія
Carlia pulla мешкають на півночі Нової Гвінеї, в провінції Сандаун у Папуа Новій Гвінеї і провінції Папуа в Індонезії. Вони живуть у вологих рівнинних тропічних лісах, на висоті до 100 м над рівнем моря. Віддають перевагу відкритим вторинним заростям і порушеним середовищам.